# Volta a Llombardia 1922
La Volta a Llombardia 1922 fou la 18a edició de la Volta a Llombardia. Aquesta cursa ciclista organitzada per La Gazzetta dello Sport es va disputar el 5 de novembre de 1922 amb sortida a Milà i arribada a Monza després d'un recorregut de 246 km. La competició fou guanyada per tercer cop per l'italià Costante Girardengo (Bianchi-Salga) en imposar-se en l'esprint final als seus compatriotes Giuseppe Azzini (Maino-Bergougnan) i Bartolomeo Aimo (Legnano-Pirelli). Girardengo va ser, en aquell moment, el primer corredor en la història de la prova que repetia victòria.

## Classificació general
|    | Ciclista            | Equip            | Temps      |
| -- | ------------------- | ---------------- | ---------- |
| 1  | Costante Girardengo | Bianchi-Salga    | 9h 01' 00" |
| 2  | Giuseppe Azzini     | Maino-Bergougnan | m. t.      |
| 3  | Bartolomeo Aimo     | Legnano-Pirelli  | m. t.      |
| 4  | Federico Gay        | Bianchi-Salga    | + 4' 23"   |
| 5  | Giovanni Brunero    | Legnano-Pirelli  | m. t.      |
| 6  | Angelo Gremo        | Bianchi-Salga    | m. t.      |
| 7  | Alfredo Cominetti   | Orio-Onesti      | + 6' 05"   |
| 8  | Ottavio Bottecchia  | Ganna-Dunlop     | + 8' 39"   |
| 9  | Alessandro Tonani   | Ganna-Dunlop     | m. t.      |
| 10 | Michele Gordini     | Bianchi-Salga    | + 13' 49"  |